# Sakarya
Sakarya là một thành phố tự trị (büyük şehir) đồng thời cũng là một tỉnh (il) ở Thổ Nhĩ Kỳ, nằm bên bờ Biển Đen. Sông Sakarya là nguồn nước chính cho khu vực này.
Sakarya nằm ở vùng Marmara. Các tỉnh và thành phố giáp ranh là: Kocaeli về phía tây, Bilecik về phía nam, Bolu về phía đông nam, Duzce về phía đông. Khí hậu đặc trưng Địa Trung Hải do vị trí của thành phố nằm gần Biển Đen. 

## Hành chính
Trước năm 2012, trung tâm tỉnh Sakarya trước đây là thành phố tỉnh lỵ (merkez ilçesi) Adapazarı. Năm 2012, Thổ Nhĩ Kỳ thông qua luật công nhận các tỉnh có dân số trên 750.000 người là những thành phố tự trị (büyükşehir belediyeleri). Theo đó, thành phố tỉnh lỵ Adapazarı cũ được chuyển thành cấp huyện. Thêm 3 huyện mới là Arifiye, Erenler và Serdivan được thành lập. Hiện tại, thành phố được chia thành 16 huyện hành chính:

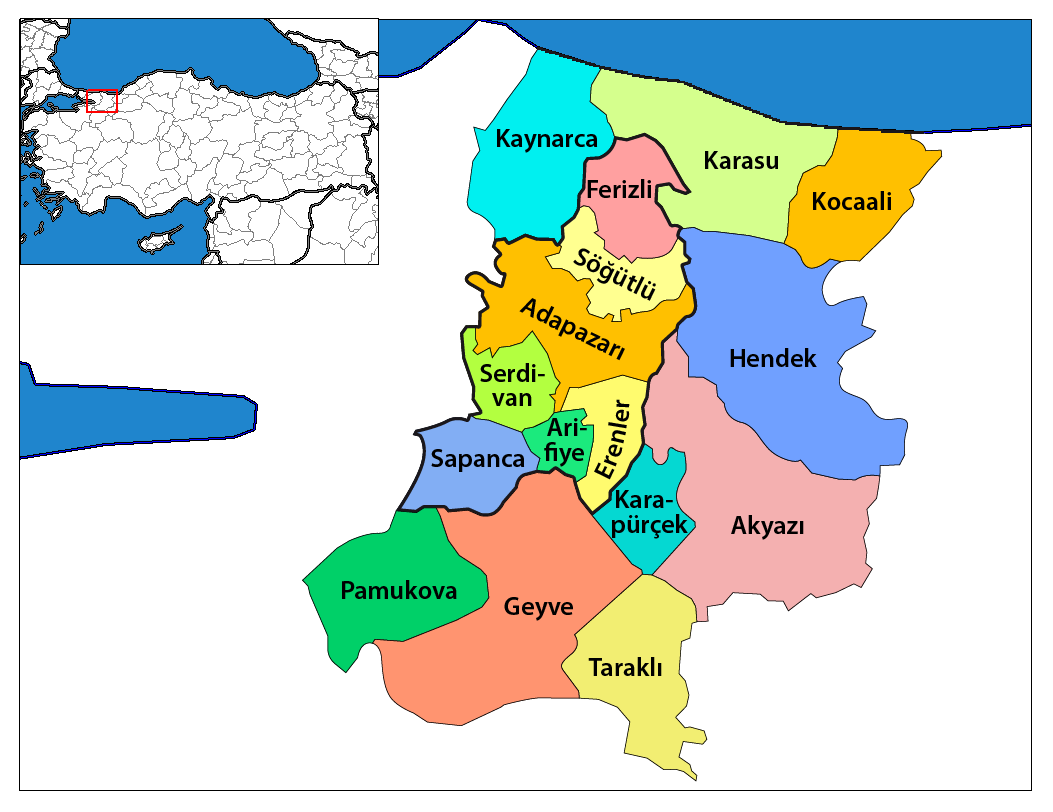
Bản đồ hành chính thành phố

- Adapazarı
- Akyazı
- Arifiye
- Erenler
- Ferizli
- Geyve
- Hendek
- Karapürçek
- Karasu
- Kaynarca
- Kocaali
- Pamukova
- Sapanca
- Serdivan
- Söğütlü
- Taraklı